# Адміністративний устрій Жидачівського району
Адміністративний устрій Жидачівського району — адміністративно-територіальний устрій Жидачівського району Львівської області на 1 міську громаду, 2 селищні громади, 1 міську раду, 1 селищну раду та 13 сільських рад, які об'єднують 118 населених пунктів і підпорядковані Жидачівській районній раді. Адміністративний центр — місто Жидачів.

## Адміністративний устрій після 2015 року

### Список громад
- Гніздичівська селищна громада
- Новострілищанська селищна громада
- Ходорівська міська громада

### Список рад
| №  | Назва                        | Центр          | Населені пункти                                                                                  | Площа км² | Місце за площею | Населення (2001), осіб. | Місце за населенням |
| -- | ---------------------------- | -------------- | ------------------------------------------------------------------------------------------------ | --------- | --------------- | ----------------------- | ------------------- |
| 1  | Жидачівська міська рада      | м. Жидачів     | м. Жидачів                                                                                       |           |                 |                         |                     |
| 2  | Журавненська селищна рада    | смт Журавно    | смт Журавно с. Новошини                                                                          |           |                 |                         |                     |
| 3  | Бережницька сільська рада    | с. Бережниця   | с. Бережниця с. Журавків с. Заболотівці с. Загурщина с. Рогізно                                  |           |                 |                         |                     |
| 4  | Вільховецька сільська рада   | с. Вільхівці   | с. Вільхівці с. Волиця-Гніздичівська с. Іванівці с. Пчани с. Тейсарів с. Туради                  |           |                 |                         |                     |
| 5  | Володимирецька сільська рада | с. Володимирці | с. Володимирці с. Заграбівка с. Маринка с. Подорожнє                                             |           |                 |                         |                     |
| 6  | Зарічанська сільська рада    | с. Заріччя     | с. Заріччя с. Дем'янка-Лісна с. Дем'янка-Наддністрянська с. Межиріччя                            |           |                 |                         |                     |
| 7  | Зарічненська сільська рада   | с. Зарічне     | с. Зарічне с. Демівка с. Корчівка с. Лисків с. Романівка                                         |           |                 |                         |                     |
| 8  | Любшанська сільська рада     | с. Любша       | с. Любша с. Антонівка с. Мазурівка                                                               |           |                 |                         |                     |
| 9  | Мельницька сільська рада     | с. Мельнич     | с. Мельнич с. Буянів с. Лютинка                                                                  |           |                 |                         |                     |
| 10 | Млиниська сільська рада      | с. Млиниська   | с. Млиниська с. Голешів с. Лапшин с. Смогів                                                      |           |                 |                         |                     |
| 11 | Монастирецька сільська рада  | с. Монастирець | с. Монастирець с. Которини с. Протеси с. Старе Село                                              |           |                 |                         |                     |
| 12 | Облазницька сільська рада    | с. Облазниця   | с. Облазниця с. Воля-Облазницька с. Дунаєць с. Жирівське с. Корнелівка с. Махлинець с. Нове Село |           |                 |                         |                     |
| 13 | Сидорівська сільська рада    | с. Сидорівка   | с. Сидорівка с. Крехів с. Сулятичі                                                               |           |                 |                         |                     |
| 14 | Соколівська сільська рада    | с. Соколівка   | с. Соколівка с. Кологори с. П'ятничани с. Сенів с. Ходорківці                                    |           |                 |                         |                     |
| 15 | Чертізька сільська рада      | с. Чертіж      | с. Чертіж с. Дубравка с. Тернавка                                                                |           |                 |                         |                     |

## Адміністративний устрій до 2015 року
Жидачівський район Львівської області до 2015 року поділявся на 2 міські ради, 3 селищні ради та 28 сільських рад, які об'єднували 118 населених пунктів і були підпорядковані Жидачівській районній раді. Адміністративний центр — місто Жидачів.
| №  | Назва                          | Центр             | Населені пункти                                                                                  | Площа км² | Місце за площею | Населення (2001), осіб. | Місце за населенням |
| -- | ------------------------------ | ----------------- | ------------------------------------------------------------------------------------------------ | --------- | --------------- | ----------------------- | ------------------- |
| 1  | Жидачівська міська рада        | м. Жидачів        | м. Жидачів                                                                                       |           |                 |                         |                     |
| 2  | Ходорівська міська рада        | м. Ходорів        | м. Ходорів                                                                                       |           |                 |                         |                     |
| 3  | Гніздичівська селищна рада     | смт Гніздичів     | смт Гніздичів с. Королівка с. Покрівці                                                           |           |                 |                         |                     |
| 4  | Журавненська селищна рада      | смт Журавно       | смт Журавно с. Новошини                                                                          |           |                 |                         |                     |
| 5  | Новострілищанська селищна рада | смт Нові Стрілища | смт Нові Стрілища с. Лінія с. Старі Стрілища                                                     |           |                 |                         |                     |
| 6  | Баковецька сільська рада       | с. Баківці        | с. Баківці с. Закривець с. Квітневе с. Репехів с. Трибоківці                                     |           |                 |                         |                     |
| 7  | Бережницька сільська рада      | с. Бережниця      | с. Бережниця с. Журавків с. Заболотівці с. Загурщина с. Рогізно                                  |           |                 |                         |                     |
| 8  | Бортниківська сільська рада    | с. Бортники       | с. Бортники с. Буковина с. Демидів с. Молотів                                                    |           |                 |                         |                     |
| 9  | Вербицька сільська рада        | с. Вербиця        | с. Вербиця с. Вовчатичі с. Садки с. Сугрів                                                       |           |                 |                         |                     |
| 10 | Вибранівська сільська рада     | с. Вибранівка     | с. Вибранівка с. Березина с. Борусів с. Бринці-Загірні с. Бринці-Церковні с. Чижичі              |           |                 |                         |                     |
| 11 | Вільховецька сільська рада     | с. Вільхівці      | с. Вільхівці с. Волиця-Гніздичівська с. Іванівці с. Пчани с. Тейсарів с. Туради                  |           |                 |                         |                     |
| 12 | Володимирецька сільська рада   | с. Володимирці    | с. Володимирці с. Заграбівка с. Маринка с. Подорожнє                                             |           |                 |                         |                     |
| 13 | Грусятицька сільська рада      | с. Грусятичі      | с. Грусятичі с. Ліщини                                                                           |           |                 |                         |                     |
| 14 | Дев'ятниківська сільська рада  | с. Дев'ятники     | с. Дев'ятники с. Калинівка с. Ятвяги с. Юшківці                                                  |           |                 |                         |                     |
| 15 | Жирівська сільська рада        | с. Жирова         | с. Жирова с. Бородчиці с. Городище с. Заліски                                                    |           |                 |                         |                     |
| 16 | Загірочківська сільська рада   | с. Загірочко      | с. Загірочко с. Добрівляни                                                                       |           |                 |                         |                     |
| 17 | Зарічанська сільська рада      | с. Заріччя        | с. Заріччя с. Дем'янка-Лісна с. Дем'янка-Наддністрянська с. Межиріччя                            |           |                 |                         |                     |
| 18 | Зарічненська сільська рада     | с. Зарічне        | с. Зарічне с. Демівка с. Корчівка с. Лисків с. Романівка                                         |           |                 |                         |                     |
| 19 | Кніселівська сільська рада     | с. Кнісело        | с. Кнісело с. Бертишів с. Орішківці                                                              |           |                 |                         |                     |
| 20 | Лівчицька сільська рада        | с. Лівчиці        | с. Лівчиці                                                                                       |           |                 |                         |                     |
| 21 | Любшанська сільська рада       | с. Любша          | с. Любша с. Антонівка с. Мазурівка                                                               |           |                 |                         |                     |
| 22 | Мельницька сільська рада       | с. Мельнич        | с. Мельнич с. Буянів с. Лютинка                                                                  |           |                 |                         |                     |
| 23 | Млиниська сільська рада        | с. Млиниська      | с. Млиниська с. Голешів с. Лапшин с. Смогів                                                      |           |                 |                         |                     |
| 24 | Молодинчецька сільська рада    | с. Молодинче      | с. Молодинче с. Новосільці с. Підліски с. Черемхів                                               |           |                 |                         |                     |
| 25 | Монастирецька сільська рада    | с. Монастирець    | с. Монастирець с. Которини с. Протеси с. Старе Село                                              |           |                 |                         |                     |
| 26 | Облазницька сільська рада      | с. Облазниця      | с. Облазниця с. Воля-Облазницька с. Дунаєць с. Жирівське с. Корнелівка с. Махлинець с. Нове Село |           |                 |                         |                     |
| 27 | Отиневицька сільська рада      | с. Отиневичі      | с. Отиневичі с. Городищенське с. Дуліби                                                          |           |                 |                         |                     |
| 28 | Піддністрянська сільська рада  | с. Піддністряни   | с. Піддністряни с. Кам'яне с. Рудківці                                                           |           |                 |                         |                     |
| 29 | Рудянська сільська рада        | с. Руда           | с. Руда с. Ганнівці                                                                              |           |                 |                         |                     |
| 30 | Сидорівська сільська рада      | с. Сидорівка      | с. Сидорівка с. Крехів с. Сулятичі                                                               |           |                 |                         |                     |
| 31 | Соколівська сільська рада      | с. Соколівка      | с. Соколівка с. Кологори с. П'ятничани с. Сенів с. Ходорківці                                    |           |                 |                         |                     |
| 32 | Чертізька сільська рада        | с. Чертіж         | с. Чертіж с. Дубравка с. Тернавка                                                                |           |                 |                         |                     |
| 33 | Чорноострівська сільська рада  | с. Чорний Острів  | с. Чорний Острів с. Бориничі с. Голдовичі с. Дроховичі с. Лучани                                 |           |                 |                         |                     |

* Примітки: м. — місто, смт — селище міського типу, с. — село, с-ще — селище